# Bartolomé Seguí
Pour les articles homonymes, voir Seguí et Nicolau.
Bartolomé Seguí Nicolau, Bartomeu ou Tomeu en catalan (né en 1962) est un auteur de bande dessinée et éditeur espagnol actif depuis 1979. 
Il a reçu en 2009 le Prix national de la bande dessinée pour Les Serpents aveugles (es), histoire écrite par Felipe Hernández Cava.

## Publications en français
- Le Rêve mexicain, avec Ramon de España, paquet, coll. « Ink », 2004  (ISBN 2940334633).
- Les Serpents aveugles (es), avec Felipe Hernández Cava, Dargaud, coll. « Long courrier », 2008  (ISBN 9782205061161).
- Les Racines du chaos, avec Felipe Hernández Cava, Dargaud :

1. Lux, 2011  (ISBN 9782205063660).
2. Umbra, 2012  (ISBN 9782205067927).
  - Intégrale, 2015  (ISBN 9782205073768).

- Histoires du quartier, avec Gabi Beltrán, Gallimard, coll. « Bayou » :

1. Histoires du quartier, 2013  (ISBN 9782070650194).
2. Chemins, 2015  (ISBN 9782070665921).

- Les Mains obscures de l'oubli, avec Felipe Hernández Cava, Dargaud, 2014  (ISBN 9782205071702).

- Pepe Carvalho, scénario Hernán Migoya d'après Manuel Vázquez Montalbán, Dargaud

1. Tatouage, 2018  (ISBN 978-2-205-07781-0)